# Helgi Guðmundsson Thordersen

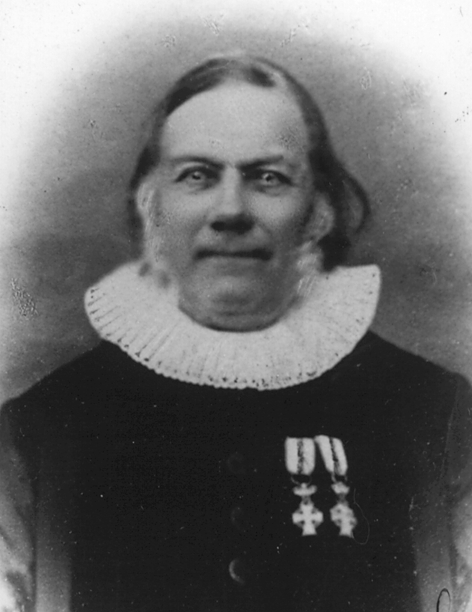
Helgi Guðmundsson Thordersen

Helgi Guðmundsson Thordersen (* 8. April 1794 in Reykjavík; † 4. Dezember 1867 ebenda) war ein isländischer evangelischer Theologe und Geistlicher, der von 1846 bis 1866 als dritter Bischof von Island amtierte.

## Biografie
Seine Eltern waren der Gefängnisbeamte Guðmundur Þórðarson (1765–1803) und seine Frau Steinunn Helgadóttir (1769–1857). Helgi Thordersen machte 1813 seinen Abschluss an der Lateinschule in Bessastaðir. 1814 zog er nach Kopenhagen und schloss 1819 sein Theologiestudium ab. Im selben Jahr kehrte er nach Island zurück und unterrichtete im folgenden Winter Kinder in Reykjavík. Im Jahr 1820 wurde Helgi in der Hallgrímskirkja in Hvalfjörður zum Pfarramt ordiniert. Im Jahr 1836 wurde er Dompfarrer in Reykjavík und war ab 1846 als Nachfolger von Steingrímur Jónsson Bischof von Island. Er hatte keine große Bedeutung im politischen Leben, aber einen gewissen Einfluss auf die kirchliche Gesetzgebungsarbeit, sowie bei der Verlegung der Lateinschule von Bessastaðir nach Reykjavík und der Errichtung des Pfarrhauses. Er amtierte bis 1866 als Bischof von Island.

## Referenzen
1. 1 2  Helgi Thordersen. In: althingi.is. Abgerufen am 25. Dezember 2024 (isländisch).
2. ↑  Thordersen, Helgi Guðmundsson. In: runeberg.org. Abgerufen am 3. September 2019 (dänisch).

| Vorgänger           | Amt                          | Nachfolger      |
| ------------------- | ---------------------------- | --------------- |
| Steingrímur Jónsson | Bischof von Island 1846–1866 | Pétur Pétursson |

| Personendaten    | Personendaten                |
| ---------------- | ---------------------------- |
| NAME             | Helgi Guðmundsson Thordersen |
| KURZBESCHREIBUNG | isländischer Bischof         |
| GEBURTSDATUM     | 8. April 1794                |
| GEBURTSORT       | Reykjavík                    |
| STERBEDATUM      | 4. Dezember 1867             |
| STERBEORT        | Reykjavík                    |